# Mizuno Tadakuni

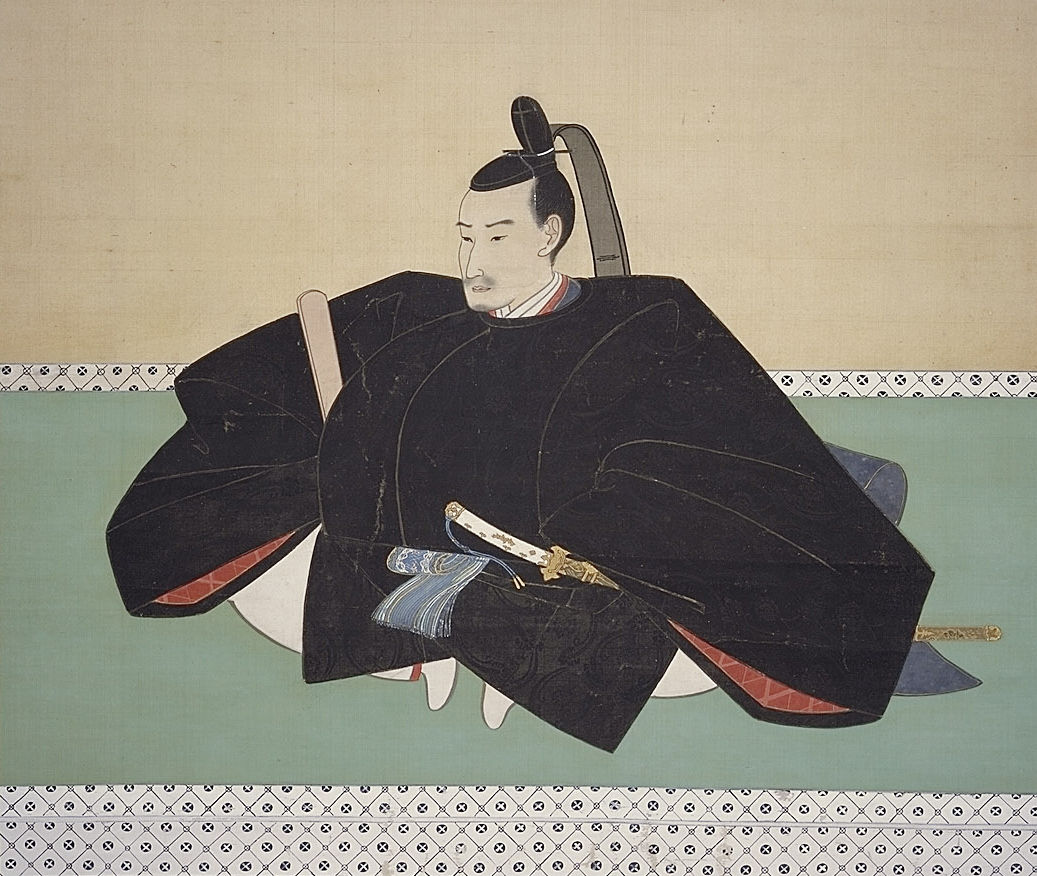
Mizuno Tadakuni

Mizuno Tadakuni (水野 忠邦, ,  19 de julho de 1794 - 12 de março de 1851) foi um samurai do  do Período Edo da História do Japão, que mais tarde se tornou membro do  Rōjū durante o  Shogunato Tokugawa . Ele é conhecido por ter instituído as Reformas Tenpō.

## Vida
Mizuno Tadakuni foi o segundo filho de Mizuno Tadaaki , o Daimyō de Domínio de Karatsu . Como seu irmão mais velho morreu precocemente, Tadakuni tornou-se herdeiro em 1805 e foi apresentado ao Shogun Tokugawa Ienari e futuro Shogun Tokugawa Ieyoshi em uma audiência formal em 1807. Em 1812, com a aposentadoria de seu pai, tornou-se líder do clã Mizuno e Daimyō de Karatsu. Entrou para o serviço do shogunato Tokugawa como Sōshaban (Mestre de Cerimônias) no Castelo de Edo , em 1816. No entanto, confrontado com crescentes dificuldades de policiamento do comércio exterior no Porto de Nagasaki , em 1817, Tadakuni pediu para ser transferido do Domínio de Karatsu ao muito menor Domínio de Hamamatsu na província de Tōtōmi . Embora ambos os domínios fossem classificados oficialmente com renda de 70.000 koku , Karatsu tinha um rendimento efetivo de 253 mil koku enquanto o rendimento de Hamamatsu era de apenas 153 mil koku. Como conseqüência, esta transferência foi recebida com indignação e descrença por seus vassalos mais antigos, resultando no seppuku de seu conselheiro, mas Tadakuni não se dissuadiu por causa disso. Neste mesmo ano recebeu o cargo de Jisha-bugyō  (Comissário dos Santuários e Templos).
Em 1825, Tadakuni recebeu o cargo de Osaka Jōdai (Castelão de Osaka) .  No ano seguinte (1826), tornou-se Kyōto Shoshidai  , representante oficial do shogunato na Corte em Kyoto. Seu título na Corte foi mudado de Izumi-no-kami para Echizen-no-kami . Em 1828, tornou-se um Rōjū. E continuamente subiu nas suas fileiras até se tornar o Líder dos Rōjū em 1839.
Como Rōjū Mizuno Tadakuni exercia enorme poder político, e tentou controlar as finanças do xogunato e os riscos de conturbações sociais no rescaldo da Grande Fome do Período Tenpō de 1832-1836 propondo para isso numerosas leis restritivas que vieram a ser conhecida como Reformas Tenpō. A Reforma tentou estabilizar a economia, através de um retorno à frugalidade, simplicidade e disciplina que eram característicos do Período Edo, proibindo a maioria das formas de entretenimento e ostentações de riqueza. Esta mostrou-se extremamente impopular entre os plebeus. 
Outra parte da reforma incluiu a Agechi-rei, que consistia em que os daimyōs das proximidades de Edo e Osaka deveriam entregar suas terras e receberem iguais quantidades de terra em outras regiões, consolidando o controle Tokugawa sobre estas áreas estrategicamente vitais. No entanto, isso também foi impopular entre os daimyōs de todos os escalões e níveis de renda . O fracasso geral das reformas fez com que Tadakuni deixasse de estar nas boas graças do Shogun. Para complicar sua situação em maio de 1844, o Castelo de Edo foi incendiado. Em 22 de fevereiro de 1845 ele foi demitido de seu cargo no governo, e em 2 de setembro de 1845, foi exilado para o Domínio de Yamagata na província de Dewa , onde permaneceu até sua morte. Morreu em 12 de março de 1851, cinco dias antes que a notícia do encerramento de seu exílio chegasse até ele .
Foi sucedido por seu filho Mizuno Tadakiyo , que também foi uma figura importante no final do shogunato Tokugawa. Tadakuni foi casado com uma filha de Sakai Tadayuki , um wakadoshiyori e daimyō do Domínio de Obama .
| Precedido por Mizuno Tadaaki    | -- Líder do Clã Mizuno 1812-1845          | Sucedido por Mizuno Tadakiyo      |
| Precedido por Mizuno Tadaaki    | 4º Daimyō de Karatsu (Mizuno) 1812-1817   | Sucedido por Ogasawara Nagamasa   |
| Precedido por Inoue Masamoto    | 1º Daimyō de Hamamatsu (Mizuno) 1817-1845 | Sucedido por Mizuno Tadakiyo      |
| Precedido por Matsudaira Yasutō | 54º Osaka Jōdai 1825-1826                 | Sucedido por Matsudaira Muneakira |
| Precedido por Matsudaira Yasutō | 41º Kyōto Shoshidai 1826-1828             | Sucedido por Matsudaira Muneakira |